# Gravitation
A Gravitation (グラビテーション; Gurabitéson; Hepburn: Gurabitēshon) Murakami Maki sónen ai mangasorozata, amelyből animesorozat is készült Shirohata Bob rendezésében. A történet Sindó Súicsi és együttese, a BAD LUCK kísérleteiről szól, hogy Japán híres együttese legyenek. Ennek megfelelően az anime rengeteg zenét, változatos karaktereket, számos komikus jelenetet tartalmaz, miközben megjelenik a dráma, az erőszak, és a nemi erőszak is.
A manga 2002-ben 12 kötet után hivatalosan megszűnt, de az interneten azóta is számos folytatólagos fejezet tűnt fel. A manga hivatalos angol kiadója a Tokyopop, amely a The Gravitation című regényt is megjelentette 2006. március 7-én. A Gravitation folytatása a Gravitation: Voice of Temptation ugyanazon szerzőtől, ami 2006. július 11-én jelent meg. A mangasorozat magyar kiadója a Mangattack volt, az első kötet 2008 novemberében jelent meg. 2010-ben a 4. kötettel megszűnt a kiadása, mert csődbe ment a kiadó. Másik kiadó azóta sem vette át. A 4 kötet tartalma még a 13 részes sorozatot sem ölelte fel.
A kétrészes OVA változatot 1999-ben, a 13 részes televíziós sorozatot 2000. október 4. és 2001. január 10. között mutatta be és sugározta a WOWOW japán műholdas televízió. A Muramaki Maki-féle mangának csak nagyjából az első 8 kötete került feldolgozásra ezekben. A TV és OVA változatok észak-amerikai jogtulajdonosa a Right Stuf International, amely 4 DVD-t jelentetett meg belőlük. Magyarországon az animesorozatot 16-os korhatárral az A+ és utána az Animax vetítette felirattal. Illetve a 6. epizódon először 18-as karika jelent meg - vélhetően a végén látható esemény súlyos témája miatt.

## Történet
A történet főszereplője egy hiperaktív és álmodozó énekes, Sindó Súicsi, aki együttesével, a BAD LUCK-kal (amit barátjával, Hiróval alapított), nem kisebb célt tűzött ki maga elé, minthogy ők legyenek Japán legsikeresebb bandája. Egyik este, mikor Súicsi éppen dalszöveget ír, a papírlapot felkap a szél, és az egy magas, szőke férfinél köt ki. Az ismeretlen elég kemény kritikával illeti Súicsi munkáját, ami Súicsinek nagyon rosszul esik, de mégsem tudja kiverni a fejéből az antipatikus idegent, akiről később kiderül, hogy egy híres szerelmesregény író, Ueszugi Eiri (írói álnevén Juki Eiri). Súicsi felkeresi őt a lakásán, hogy megmutassa, több tehetséggel rendelkezik, mint maga az író. Ekkor csattan el a váratlan csók, megkezdődik a vonzalom, ami ellen nem tudnak semmit sem tenni, akár csak a gravitáció.
A folytatásban nyomon követhetjük a BAD LUCK karrierjének ívelését, a csapat összekovácsolódását az új taggal (Fudzsiszaki Szuguru, szintetizátoros és mellesleg Tóma unokaöccse) és bepillantást nyerhetünk Juki múltjába is.

## Szereplők
- Sindó Súicsi (新堂愁一; Hepburn: Shūichi Shindō?)
- Juki Eiri (由貴瑛里; Hepburn: Eiri Yuki?) - Valódi neve Ueszugi Eiri (上杉瑛里; Hepburn: Eiri Uesugi?)
- Szegucsi Tóma (瀬口冬馬; Hepburn: Tōma Seguchi?)
- Nakano Hirosi (中野浩司; Hepburn: Hiroshi Nakano?)
- Fudzsiszaki Szuguru (藤崎順; Hepburn: Suguru Fujisaki?)
- Szakuma Rjúicsi (佐久間竜一; Hepburn: Ryūichi Sakuma?)
- Ukai Noriko (鵜飼典子; Hepburn: Noriko Ukai?)
- Claude "K" Winchester

## Zene
A Gravitaionben hallható zenék:

### OVA
Nyitódal
« Blind Game again » - szerző: Mad Soldiers / előadó: BAD LUCK
Záródal
« Smashing Blue » - szerző: Mad Soldiers / előadó: BAD LUCK
Betétdalok
« Spicy Marmalade » - szerző: Mad Soldiers / előadó: BAD LUCK
« in the moonlight » - szerző: Mad Soldiers / előadó: BAD LUCK
« Shining Collection » - szerző: Iceman & Aszakura Daiszuke / előadó: Iceman

### Anime
Nyitódal
« SUPER DRIVE » - szerző: Aszakura Daiszuke & Szakanoue Jószuke / előadó: Szakanoue Jószuke
Záródal
« Glaring Dream » - szerző: Mad Soldiers / előadó: Kotani Kinja
Betétdalok
« THE RAGE BEAT » - szerző: Mad Soldiers / előadó: Kotani Kinja (ep. 1-5, 7, 8, 12, 13)
« Sleepless beauty » - szerző: Inoue Akio & Aszakura Daiszuke / előadó: K.ITO+D.K (ep. 2, 3, 5, 8, 13)
« anti nostalgic » - szerző: Mad Soldiers / előadó: Kotani Kinja (ep. 3)
« Blind Game again » - szerző: Mad Soldiers / előadó: Kotani Kinja (ep. 9)
« Júucuna Seven days » (憂鬱なSeven days; Hepburn: Yūutsuna Seven days) - szerző: Mad Soldiers / előadó: Kotani Kinja (ep. 11)

## Epizódlista
Magyarországon az A+, majd az Animax tűzte műsorára eredeti szinkronnal és magyar felirattal.
Korhatár-besorolása: 16 éven felülieknek.
| #  | Epizód címe                                | Első japán sugárzás | Első magyar (A+) sugárzás |
| -- | ------------------------------------------ | ------------------- | ------------------------- |
| 1  | Vonzásban Track-1 Gravitation              | 2000. október 4.    | 2007. január 27.          |
| 2  | Szívvel, lélekkel Track-2 Live in soul     | 2000. október 11.   | 2007. január 28.          |
| 3  | Vad szív Track-3 Stray heart               | 2000. október 18.   | 2007. február 3.          |
| 4  | Kész őrület Track-4 Wave Shock             | 2000. október 25.   | 2007. február 4.          |
| 5  | Kanyargós utakon Track-5 Winding road      | 2000. november 1.   | 2007. február 10.         |
| 6  | Ravasz terv Track-6 Shady scheme           | 2000. november 8.   | 2007. február 11.         |
| 7  | Földszint Track-7 Ground zero              | 2000. november 15.  | 2007. február 17.         |
| 8  | Énekelj, énekelj Track-8 Song and song     | 2000. november 22.  | 2007. február 18.         |
| 9  | Az elme rejtekén Track-9 The deepest brain | 2000. november 29.  | 2007. február 24.         |
| 10 | Se füle, se farka Track-10 Heads or tails  | 2000. december 7.   | 2007. február 25.         |
| 11 | Titkok napja Track-11 Secret day           | 2000. december 13.  | 2007. március 10.         |
| 12 | Elakadó lélegzet Track-12 Breathless       | 2000. december 20.  | 2007. március 11.         |
| 13 | Mi mást kívánhatnék? Track-13 Got it all   | 2001. január 10.    | 2007. március 17.         |

## Magyar kiadó
A Gravitation manga magyar kiadója a Mangattack. A 12 részes sorozat 1. kötete 2008 novemberében jelent meg. A 2. kötet 2009 februárjában jelent meg.
- Gravitation, 1-4.; ford. Lovas Anna; Athenaeum, Bp., 2009–2010 (Mangattack)